# Marasmius chordalis
Marasmius chordalis är en svampart som beskrevs av Fr. 1838. Marasmius chordalis ingår i släktet Marasmius och familjen Marasmiaceae.   Inga underarter finns listade i Catalogue of Life.